# Sousville
Sousville is een gemeente in het Franse departement Isère (regio Auvergne-Rhône-Alpes) en telt 123 inwoners (2004). De plaats maakt deel uit van het arrondissement Grenoble.

## Geografie
De oppervlakte van Sousville bedraagt 3,0 km², de bevolkingsdichtheid is 41,0 inwoners per km².
De onderstaande kaart toont de ligging van Sousville met de belangrijkste infrastructuur en aangrenzende gemeenten.

## Demografie
Onderstaande figuur toont het verloop van het inwonertal (bron: INSEE-tellingen).

1. ↑  Populations de référence 2022.